# Mongol-Langam jezici
Mongol-Langam jezici, papuanska jezična porodica iz Papue Nove Gvineje. Prije se zajedno s yuat jezicima vodila kao dio porodice sepik-ramu, koja se raspala na porodice mongol-langam, yuat, arafundi, sepik i ramu-lower sepik
Obuhvaća tri jezika iz provincije East Sepik: langam [lnm], 420 (2003 SIL); mongol [mgt], 340 (2003 SIL); i yaul [yla], 1.210 (2003 SIL).

## Vanjske poveznice
- Ethnologue (14th)
- Ethnologue (15th)